# Lista de deputados estaduais do Maranhão da 13.ª legislatura
Essa é uma lista de deputados estaduais do Maranhão eleitos para o período 1995-1999.

## Composição das bancadas
| Partido | Líder                    | Bancada | Posição  |
| ------- | ------------------------ | ------- | -------- |
| PFL     | Humberto Coutinho        | 10 / 42 | Governo  |
| PSD     | Manoel Ribeiro           | 6 / 42  | Governo  |
| PPR     | João Evangelista         | 5 / 42  | Oposição |
| PTB     | Alexandre Salem          | 4 / 42  | Governo  |
| PMDB    | Getúlio Costa da Silva   | 4 / 42  | Governo  |
| PSC     | Antônio Pontes de Aguiar | 3 / 42  | Governo  |
| PRP     | Marcelo Tavares          | 3 / 42  | Governo  |
| PDT     | Ibraim Almeida Filho     | 3 / 42  | Oposição |
| PP      | Waldir Melo Filho        | 2 / 42  | Governo  |
| PT      | Luís Soares Filho        | 1 / 42  | Oposição |
| PTRB    | Francisco Caíca          | 1 / 42  | Governo  |

## Deputados estaduais
| Número | Deputados estaduais eleitos      | Partido | Votação | Percentual | Cidade onde nasceu     | Unidade federativa |
| 41266  | Manoel Ribeiro                   | PSD     | 27.517  | 2,10%      | São Luís               | Maranhão           |
| 25111  | Humberto Coutinho                | PFL     | 26.014  | 1,99%      | Pedreiras              | Maranhão           |
| 11110  | João Evangelista                 | PPR     | 21.688  | 1,66%      | São João Batista       | Maranhão           |
| 25113  | Tatá Milhomem                    | PFL     | 20.488  | 1,57%      | São Luís               | Maranhão           |
| 14140  | Arnaldo Melo                     | PTB     | 19.176  | 1,47%      | Codó                   | Maranhão           |
| 25101  | Camilo Figueiredo                | PFL     | 18.793  | 1,44%      | Codó                   | Maranhão           |
| 25222  | João Batista de Araújo Silva     | PFL     | 16.965  | 1,30%      | São Luís               | Maranhão           |
| 41111  | Juscelino Rezende                | PSD     | 16.928  | 1,29%      | São Luís               | Maranhão           |
| 25124  | Hemetério Weba                   | PFL     | 15.536  | 1,19%      | Santa Helena           | Maranhão           |
| 39211  | Waldir Jorge                     | PP      | 15.149  | 1,16%      | Lago da Pedra          | Maranhão           |
| 25223  | Jorge Pavão                      | PFL     | 15.022  | 1,15%      | Santa Helena           | Maranhão           |
| 25253  | Clodomir Paz                     | PFL     | 14.595  | 1,12%      | Pedreiras              | Maranhão           |
| 25157  | Marly Abdalla                    | PFL     | 13.897  | 1,06%      | Coroatá                | Maranhão           |
| 39123  | José Jorge Leite Soares          | PP      | 13.457  | 1,03%      | Pinheiro               | Maranhão           |
| 11131  | Deusdete Sampaio                 | PPR     | 13.262  | 1,01%      | Medeiros Neto          | Bahia              |
| 25201  | Mercial Arruda                   | PFL     | 13.140  | 1,00%      | Grajaú                 | Maranhão           |
| 25211  | Joaquim Lima de Araújo           | PFL     | 13.131  | 1,00%      | Paulo Ramos            | Maranhão           |
| 41202  | Antonio Carlos Bacelar Nunes     | PSD     | 13.056  | 1,00%      | Caxias                 | Maranhão           |
| 11122  | Aderson Lago                     | PPR     | 12.985  | 0,99%      | São Luís               | Maranhão           |
| 15121  | Getúlio Costa da Silva           | PMDB    | 11.775  | 0,90%      | Imperatriz             | Maranhão           |
| 41127  | José Orlando Ferreira da Silva   | PSD     | 11.621  | 0,89%      | Magalhães de Almeida   | Maranhão           |
| 14221  | Francisco Martins                | PTB     | 11.495  | 0,88%      | São Félix de Balsas    | Maranhão           |
| 41164  | Janice Braide                    | PSD     | 11.331  | 0,87%      | Bacabal                | Maranhão           |
| 15111  | Oseas Rodrigues de Souza         | PMDB    | 11.147  | 0,85%      | São José de Ribamar    | Maranhão           |
| 20204  | João Batista de Paiva            | PSC     | 10.875  | 0,83%      | Timon                  | Maranhão           |
| 41275  | Marcony Farias                   | PSD     | 10.186  | 0,78%      | São Luís               | Maranhão           |
| 11144  | José Genésio                     | PPR     | 9.975   | 0,76%      | Pinheiro               | Maranhão           |
| 15105  | Jurandir Filho                   | PMDB    | 9.748   | 0,74%      | Bacabal                | Maranhão           |
| 14101  | Alexandre Cruz Salen             | PTB     | 9.732   | 0,74%      | Caxias                 | Maranhão           |
| 14106  | Júlio Monteles                   | PTB     | 9.605   | 0,73%      | Anapurus               | Maranhão           |
| 11114  | José Gerardo de Abreu            | PPR     | 9.144   | 0,70%      | Açailândia             | Maranhão           |
| 20221  | Antonio Pontes de Aguiar         | PSC     | 8.548   | 0,65%      | Chapadinha             | Maranhão           |
| 20222  | Gentil Rosa                      | PSC     | 8.501   | 0,65%      | Caxias                 | Maranhão           |
| 15133  | Raimundo Nonato Lopes de Farias  | PMDB    | 8.217   | 0,63%      | Arame                  | Maranhão           |
| 13141  | Luís Soares Filho                | PT      | 8.160   | 0,62%      | Araioses               | Maranhão           |
| 44116  | Marcelo Tavares                  | PRP     | 7.779   | 0,59%      | São Luís               | Maranhão           |
| 12115  | Marcos Pacheco                   | PDT     | 7.741   | 0,59%      | Barra do Corda         | Maranhão           |
| 12118  | Ibraim Almeida Filho             | PDT     | 7.013   | 0,54%      | São Bento              | Maranhão           |
| 44123  | Pedro Almeida                    | PRP     | 6.043   | 0,46%      | Vitória do Mearim      | Maranhão           |
| 12111  | Julião Amin                      | PDT     | 6.004   | 0,46%      | São Luís               | Maranhão           |
| 44110  | Maria Aparecida Cardoso de Sousa | PRP     | 5.364   | 0,41%      | São Mateus do Maranhão | Maranhão           |
| 17101  | Francisco Caica                  | PTRB    | 3.876   | 0,30%      | Boa Viagem             | Ceará              |